# Rádio São Gabriel
Rádio São Gabriel (também conhecida como Rádio Tchê São Gabriel) é uma estação de rádio brasileira sediada em São Gabriel, cidade do estado do Rio Grande do Sul. Opera no dial AM, na frequência 580 kHz. Pertence à Rede Tchê de Comunicação, que opera outras duas emissoras de rádio no interior do estado. Seus estúdios estão localizados no centro de São Gabriel e seu sistema irradiante está localizado no bairro Independência.

## História
A Rádio São Gabriel Limitada recebeu sua outorga do Ministério da Viação e Obras Públicas em 29 de setembro de 1947. A emissora foi inaugurada dois anos depois, em 25 de outubro de 1949, com o prefixo ZYO 2 e operando na frequência 580 kHz, além de ser a primeira a entrar no ar em São Gabriel. Foi fundada pelo grupo Emissoras Reunidas, do empresário Arnaldo Ballvé. Seu primeiro estúdio era localizado na Rua General Mallet, e sua torre ficava na Camilo Mércio, com uma antena dipolo de meia onda com 2,50 kW.
Em 1960, a sede da Rádio São Gabriel foi transferida para Praça Fernando Abbott. Com isso, foi montada uma nova aparelhagem e as antenas foram transferidas para o Bairro Independência, com a potência de 5 kW. Durante esse período, a emissora produzia radionovelas. 
No final de 2008, a Rádio São Gabriel instalou um transmissor digital. Em 2009, durante um temporal, a torre construída em 1960 foi derrubada por fortes ventos, tirando a emissora do ar.
Em janeiro de 2011, a emissora anunciou que deixaria de transmitir jogos da dupla Grenal em rede com a Rádio Guaíba, fechando contrato com a Rádio Bandeirantes Porto Alegre para as retransmissões. Em 25 de janeiro de 2012, a emissora retomou a parceria com a Rádio Guaíba para as transmissões dos jogos da dupla e da Seleção Brasileira de Futebol, além de retransmitir alguns programas.
Em 24 de agosto de 2012, voltou a realizar um debate entre candidatos à prefeitura de São Gabriel, sendo que não havia realizado o encontro nas eleições de 2008. Em 20 de dezembro de 2014, a emissora passou por problemas com a falta de energia no bairro Independência, onde ficam os transmissores, e ficou fora do ar durante três dias.
Em 3 de novembro de 2019, em comemoração aos 70 anos da emissora completados em 25 de outubro daquele ano, a Rádio São Gabriel promoveu uma edição especial do evento "Aquarela da Alegria", que contou com peças teatrais, shows de artistas locais, serviços sociais e brinquedos.